# Øvre Angara
Øvre Angara (russisk: Верхняя Ангара, tr. Verkhnjaja Angara) er en flod i Republikken Burjatia i Rusland og den næststørste flod, der udmunder i Bajkalsøen. 
Floden har sit udspring cirka 2000 moh. mellem Nord-Mujskogo og Deljun-Uranskogo nord for Bajkalsøen, nær grænsen til Irkutsk oblast. 
Den øvre del af floden er en hurtigtløbende bjergflod, men det meste af Øvre Angara løber langsomt gennem sump- og moseområder. Flodens nedre løb kan besejles. 
Øvre Angaras største bifloder er Angarakan, Jantsjuj, Tsjuro og Kotera. 
I Øvre Angara findes ørred, stalling, knude, rimte, gedde og aborre.